# Eugeniusz (Miercałow)
Eugeniusz, imię świeckie Jewgienij Aleksandrowicz Miercałow (ur. 22 lutego?/6 marca 1857 w guberni tulskiej, zm. 7 maja 1920 w Pietrozawodsku) – rosyjski biskup prawosławny.

## Życiorys
Był synem prawosławnego diakona. Ukończył seminarium duchowne w Tule, po czym pracował jako nauczyciel niższej szkoły duchownej w Jefriemowie. Święcenia kapłańskie przyjął jako mężczyzna żonaty 1 października 1883, po czym objął parafię Wprowadzenia Matki Bożej do Świątyni w Bieriozowcu (gubernia tulska). Był również katechetą w miejscowej szkole wiejskiej. Po sześciu latach małżeństwa jego żona zmarła; ks. Miercałow podjął wówczas wyższe studia teologiczne w Moskiewskiej Akademii Duchownej, których z powodu choroby nie ukończył w terminie, a dopiero w 1895. Po uzyskaniu dyplomu został zatrudniony w seminarium duchownym w Ołońcu jako wykładowca teologii zasadniczej, dogmatycznej i moralnej, zaś od 1897 – także języka hebrajskiego. W 1901 został inspektorem seminarium, zaś rok później – jego rektorem, w związku z czym otrzymał godność archimandryty. Był także przewodniczącym rady eparchialnej ds. szkół duchownych oraz redaktorem organu prasowego administratury „Ołonieckije Jeparchialnyje Wiedomosti”.
W styczniu 1903 został przeniesiony do pracy duszpasterskiej w eparchii twerskiej. Był rektorem miejscowego seminarium duchownego i cenzorem Twierskich Jeparchialnych Wiedomostiej, zasiadał w komisji zajmującej się opracowaniem i wydaniem opisu historyczno-statystycznego eparchii.
16 grudnia 1907 w Ławrze Aleksandra Newskiego w Petersburgu przyjął chirotonię biskupią i otrzymał tytuł biskupa muromskiego, wikariusza eparchii włodzimierskiej. Jego stałą rezydencją był monaster Przemienienia Pańskiego w Muromiu, którym zarządzał na prawach przełożonego. W 1912 jego tytuł uległ zmianie na biskup jurjewski, od tego momentu był przełożonym monasteru Narodzenia Matki Bożej w Bogolubowie. W 1917, po przeniesieniu w stan spoczynku biskupa włodzimierskiego Aleksego, kandydował na nowego ordynariusza eparchii na zjeździe duchowieństwa i świeckich, jednak przegrał w głosowaniu, w II turze, z arcybiskupem fińskim i wyborskim Sergiuszem. Zachował godność biskupa jurjewskiego. Do 1918 mieszkał w rezydencji biskupiej we Włodzimierzu, a gdy obiekt ten zarekwirował miejscowy wydział Czeka, wrócił do monasteru w Bogolubowie.
W 1919 został ordynariuszem eparchii ołonieckiej i pietrozawodzkiej. Zmarł w roku następnym i został pochowany w soborze Świętego Ducha w Pietrozawodsku; jego grób uległ zniszczeniu, gdy sobór został w 1936 wysadzony w powietrze.
Odznaczony orderem św. Włodzimierza IV (1907) i III (1911) stopnia oraz orderem św. Anny I stopnia (1915).